# Montagny-sur-Grosne
Montagny-sur-Grosne là một xã thuộc tỉnh Saône-et-Loire trong vùng Bourgogne-Franche-Comté miền đông nước Pháp.